# Dreiband-Europameisterschaft der Junioren 2005

Logo CEB (ausrichtender Verband)

Die Dreiband-Europameisterschaft der Junioren 2005 war ein Turnier in der Karambolagedisziplin Dreiband und fand vom 25. bis 27. Februar in Cabestany statt.

## Modus
Gespielt wurde mit 16 Teilnehmern in vier Gruppen à vier Spielern im Round-Robin-Modus. Die beiden Gruppenbesten qualifizierten sich für das Viertelfinale. Bei Punktegleichheit zählte der direkte Vergleich. Die Partiedistanz betrug zwei Gewinnsätze à 15 Punkte.

## Qualifikation
| Abschlusstabelle Gruppe A | Abschlusstabelle Gruppe A | Abschlusstabelle Gruppe A | Abschlusstabelle Gruppe A | Abschlusstabelle Gruppe A | Abschlusstabelle Gruppe A | Abschlusstabelle Gruppe A | Abschlusstabelle Gruppe A | Abschlusstabelle Gruppe A |
| Platz                     | Name                      | PP                        | SP                        | Pkte                      | Aufn.                     | GD                        | BED                       | HS                        |
| ------------------------- | ------------------------- | ------------------------- | ------------------------- | ------------------------- | ------------------------- | ------------------------- | ------------------------- | ------------------------- |
| 1                         | Javier Palazón            | 6                         | 6:0                       | 90                        | 103                       | 0,873                     | 1,200                     | 7                         |
| 2                         | Thierry Amar              | 4                         | 4:2                       | 76                        | 108                       | 0,703                     | 0,909                     | 7                         |
| 3                         | Bahadir Gürün             | 2                         | 2:4                       | 61                        | 112                       | 0,544                     | 0,714                     | 6                         |
| 4                         | Bernd Prosser             | 0                         | 0:6                       | 20                        | 121                       | 0,165                     | -                         | 2                         |

| Abschlusstabelle Gruppe B | Abschlusstabelle Gruppe B | Abschlusstabelle Gruppe B | Abschlusstabelle Gruppe B | Abschlusstabelle Gruppe B | Abschlusstabelle Gruppe B | Abschlusstabelle Gruppe B | Abschlusstabelle Gruppe B | Abschlusstabelle Gruppe B |
| Platz                     | Name                      | PP                        | SP                        | Pkte                      | Aufn.                     | GD                        | BED                       | HS                        |
| ------------------------- | ------------------------- | ------------------------- | ------------------------- | ------------------------- | ------------------------- | ------------------------- | ------------------------- | ------------------------- |
| 1                         | Jeffrey Jorissen          | 4                         | 5:2                       | 95                        | 146                       | 0,650                     | 0,731                     | 5                         |
| 2                         | Thomas Knudsen            | 4                         | 5:3                       | 107                       | 175                       | 0,611                     | 0,736                     | 4                         |
| 3                         | Marcel Decker             | 4                         | 4:4                       | 100                       | 199                       | 0,502                     | 0,534                     | 5                         |
| 4                         | Kevin Adams               | 0                         | 1:6                       | 81                        | 163                       | 0,496                     | -                         | 3                         |

| Abschlusstabelle Gruppe C | Abschlusstabelle Gruppe C | Abschlusstabelle Gruppe C | Abschlusstabelle Gruppe C | Abschlusstabelle Gruppe C | Abschlusstabelle Gruppe C | Abschlusstabelle Gruppe C | Abschlusstabelle Gruppe C | Abschlusstabelle Gruppe C |
| Platz                     | Name                      | PP                        | SP                        | Pkte                      | Aufn.                     | GD                        | BED                       | HS                        |
| ------------------------- | ------------------------- | ------------------------- | ------------------------- | ------------------------- | ------------------------- | ------------------------- | ------------------------- | ------------------------- |
| 1                         | Steven van Acker          | 4                         | 5:2                       | 101                       | 154                       | 0,655                     | 1,250                     | 5                         |
| 2                         | Nick Zuijkerbuijk         | 4                         | 4:2                       | 74                        | 90                        | 0,822                     | 1,000                     | 5                         |
| 3                         | Alain Houlman             | 2                         | 2:4                       | 65                        | 131                       | 0,496                     | 0,625                     | 4                         |
| 4                         | Dimitris Veves            | 2                         | 2:5                       | 69                        | 158                       | 0,436                     | 0,426                     | 4                         |

| Abschlusstabelle Gruppe D | Abschlusstabelle Gruppe D | Abschlusstabelle Gruppe D | Abschlusstabelle Gruppe D | Abschlusstabelle Gruppe D | Abschlusstabelle Gruppe D | Abschlusstabelle Gruppe D | Abschlusstabelle Gruppe D | Abschlusstabelle Gruppe D |
| Platz                     | Name                      | PP                        | SP                        | Pkte                      | Aufn.                     | GD                        | BED                       | HS                        |
| ------------------------- | ------------------------- | ------------------------- | ------------------------- | ------------------------- | ------------------------- | ------------------------- | ------------------------- | ------------------------- |
| 1                         | Léo Dubernet              | 4                         | 5:3                       | 98                        | 139                       | 0,705                     | 0,857                     | 7                         |
| 2                         | Antonio Ortiz             | 4                         | 5:4                       | 118                       | 137                       | 0,861                     | 0,822                     | 5                         |
| 3                         | Kostas Antonatos          | 4                         | 5:4                       | 109                       | 161                       | 0,677                     | 0,945                     | 6                         |
| 4                         | Mehmet Hosein             | 0                         | 2:6                       | 82                        | 154                       | 0,532                     | -                         | 5                         |

## Endrunde
|  | Viertelfinale Spiel auf zwei Gewinnsätze | Viertelfinale Spiel auf zwei Gewinnsätze | Viertelfinale Spiel auf zwei Gewinnsätze | Viertelfinale Spiel auf zwei Gewinnsätze | Viertelfinale Spiel auf zwei Gewinnsätze | Viertelfinale Spiel auf zwei Gewinnsätze |                  |                   | Halbfinale Spiel auf zwei Gewinnsätze | Halbfinale Spiel auf zwei Gewinnsätze | Halbfinale Spiel auf zwei Gewinnsätze | Halbfinale Spiel auf zwei Gewinnsätze | Halbfinale Spiel auf zwei Gewinnsätze | Halbfinale Spiel auf zwei Gewinnsätze |      |      | Finale Spiel auf zwei Gewinnsätze | Finale Spiel auf zwei Gewinnsätze | Finale Spiel auf zwei Gewinnsätze | Finale Spiel auf zwei Gewinnsätze | Finale Spiel auf zwei Gewinnsätze | Finale Spiel auf zwei Gewinnsätze |
|  |                                          |                                          |                                          |                                          |                                          |                                          |                  |                   |                                       |                                       |                                       |                                       |                                       |                                       |      |      |                                   |                                   |                                   |                                   |                                   |                                   |
|  |                                          | SP                                       | Pkt.                                     | Auf.                                     | ED                                       | HS                                       |                  |                   |                                       |                                       |                                       |                                       |                                       |                                       |      |      |                                   |                                   |                                   |                                   |                                   |                                   |
|  |                                          | SP                                       | Pkt.                                     | Auf.                                     | ED                                       | HS                                       |                  |                   |                                       |                                       |                                       |                                       |                                       |                                       |      |      |                                   |                                   |                                   |                                   |                                   |                                   |
|  | Javier Palazón                           | 2                                        | 30                                       | 30                                       | 1,000                                    | 6                                        |                  |                   |                                       |                                       |                                       |                                       |                                       |                                       |      |      |                                   |                                   |                                   |                                   |                                   |                                   |
|  | Javier Palazón                           | 2                                        | 30                                       | 30                                       | 1,000                                    | 6                                        |                  | SP                | Pkt.                                  | Auf.                                  | ED                                    | HS                                    |                                       |                                       |      |      |                                   |                                   |                                   |                                   |                                   |                                   |
|  | Antonio Ortiz                            | 0                                        | 19                                       | 29                                       | 0,655                                    | 3                                        |                  | SP                | Pkt.                                  | Auf.                                  | ED                                    | HS                                    |                                       |                                       |      |      |                                   |                                   |                                   |                                   |                                   |                                   |
|  | Antonio Ortiz                            | 0                                        | 19                                       | 29                                       | 0,655                                    | 3                                        | Javier Palazón   | 0                 | 24                                    | 21                                    | 1,142                                 | 3                                     |                                       |                                       |      |      |                                   |                                   |                                   |                                   |                                   |                                   |
|  |                                          | SP                                       | Pkt.                                     | Auf.                                     | ED                                       | HS                                       | Javier Palazón   | 0                 | 24                                    | 21                                    | 1,142                                 | 3                                     |                                       |                                       |      |      |                                   |                                   |                                   |                                   |                                   |                                   |
|  |                                          | SP                                       | Pkt.                                     | Auf.                                     | ED                                       | HS                                       |                  | Steven van Acker  | 2                                     | 30                                    | 22                                    | 1,363                                 | 6                                     |                                       |      |      |                                   |                                   |                                   |                                   |                                   |                                   |
|  | Steven van Acker                         | 2                                        | 30                                       | 35                                       | 0,857                                    | 4                                        |                  | Steven van Acker  | 2                                     | 30                                    | 22                                    | 1,363                                 | 6                                     |                                       |      |      |                                   |                                   |                                   |                                   |                                   |                                   |
|  | Steven van Acker                         | 2                                        | 30                                       | 35                                       | 0,857                                    | 4                                        |                  |                   |                                       |                                       |                                       |                                       |                                       | SP                                    | Pkt. | Auf. | ED                                | HS                                |                                   |                                   |                                   |                                   |
|  | Thomas Knudsen                           | 0                                        | 21                                       | 34                                       | 0,617                                    | 3                                        |                  |                   |                                       |                                       |                                       |                                       |                                       | SP                                    | Pkt. | Auf. | ED                                | HS                                |                                   |                                   |                                   |                                   |
|  | Thomas Knudsen                           | 0                                        | 21                                       | 34                                       | 0,617                                    | 3                                        | Steven van Acker | 0                 | 13                                    | 19                                    | 0,684                                 | 6                                     |                                       |                                       |      |      |                                   |                                   |                                   |                                   |                                   |                                   |
|  |                                          | SP                                       | Pkt.                                     | Auf.                                     | ED                                       | HS                                       | Steven van Acker | 0                 | 13                                    | 19                                    | 0,684                                 | 6                                     |                                       |                                       |      |      |                                   |                                   |                                   |                                   |                                   |                                   |
|  |                                          | SP                                       | Pkt.                                     | Auf.                                     | ED                                       | HS                                       |                  | Nick Zuijkerbuijk | 2                                     | 30                                    | 20                                    | 1,500                                 | 5                                     |                                       |      |      |                                   |                                   |                                   |                                   |                                   |                                   |
|  | Léo Dubernet                             | 1                                        | 18                                       | 42                                       | 0,428                                    | 3                                        |                  | Nick Zuijkerbuijk | 2                                     | 30                                    | 20                                    | 1,500                                 | 5                                     |                                       |      |      |                                   |                                   |                                   |                                   |                                   |                                   |
|  | Léo Dubernet                             | 1                                        | 18                                       | 42                                       | 0,428                                    | 3                                        |                  | SP                | Pkt.                                  | Auf.                                  | ED                                    | HS                                    |                                       |                                       |      |      |                                   |                                   |                                   |                                   |                                   |                                   |
|  | Thierry Amar                             | 2                                        | 40                                       | 43                                       | 0,930                                    | 6                                        |                  | SP                | Pkt.                                  | Auf.                                  | ED                                    | HS                                    |                                       |                                       |      |      |                                   |                                   |                                   |                                   |                                   |                                   |
|  | Thierry Amar                             | 2                                        | 40                                       | 43                                       | 0,930                                    | 6                                        | Thierry Amar     | 0                 | 11                                    | 26                                    | 0,423                                 | 2                                     |                                       |                                       |      |      |                                   |                                   |                                   |                                   |                                   |                                   |
|  |                                          | SP                                       | Pkt.                                     | Auf.                                     | ED                                       | HS                                       | Thierry Amar     | 0                 | 11                                    | 26                                    | 0,423                                 | 2                                     |                                       |                                       |      |      |                                   |                                   |                                   |                                   |                                   |                                   |
|  |                                          | SP                                       | Pkt.                                     | Auf.                                     | ED                                       | HS                                       |                  | Nick Zuijkerbuijk | 2                                     | 30                                    | 27                                    | 1,111                                 | 7                                     |                                       |      |      |                                   |                                   |                                   |                                   |                                   |                                   |
|  | Jeffrey Jorissen                         | 1                                        | 39                                       | 53                                       | 0,735                                    | 4                                        |                  | Nick Zuijkerbuijk | 2                                     | 30                                    | 27                                    | 1,111                                 | 7                                     |                                       |      |      |                                   |                                   |                                   |                                   |                                   |                                   |
|  | Jeffrey Jorissen                         | 1                                        | 39                                       | 53                                       | 0,735                                    | 4                                        |                  |                   |                                       |                                       |                                       |                                       |                                       |                                       |      |      |                                   |                                   |                                   |                                   |                                   |                                   |
|  | Nick Zuijkerbuijk                        | 2                                        | 37                                       | 54                                       | 0,685                                    | 4                                        |                  |                   |                                       |                                       |                                       |                                       |                                       |                                       |      |      |                                   |                                   |                                   |                                   |                                   |                                   |
|  | Nick Zuijkerbuijk                        | 2                                        | 37                                       | 54                                       | 0,685                                    | 4                                        |                  |                   |                                       |                                       |                                       |                                       |                                       |                                       |      |      |                                   |                                   |                                   |                                   |                                   |                                   |

Quellen:

## Abschlusstabelle
| MP    | Match Points (Sieger = 2; Unentschieden = 1; Verlierer = 0) |
| Pkte. | Erzielte Karambolagen                                       |
| Aufn. | Benötigte Versuche                                          |
| GD    | Generaldurchschnitt                                         |
| BED   | Bester Einzeldurchschnitt eines Spielers                    |
| HS    | Höchstserie                                                 |
|       | Bester GD des Turniers                                      |
|       | Bester ED des Turniers                                      |
|       | Beste HS des Turniers                                       |
|       | 1. Platz (Gold)                                             |
|       | 2. Platz (Silber)                                           |
|       | 3. Platz (Bronze)                                           |

| Endklassement              | Endklassement | Endklassement     | Endklassement | Endklassement | Endklassement | Endklassement | Endklassement | Endklassement | Endklassement |
| Phase                      | Platz         | Name              | MP            | SV            | Pkt.          | Aufn.         | GD            | BED           | HS            |
| -------------------------- | ------------- | ----------------- | ------------- | ------------- | ------------- | ------------- | ------------- | ------------- | ------------- |
| Finale                     | 1             | Nick Zuijkerbuijk | 10:2          | 10:3          | 171           | 191           | 0,895         | 1,500         | 7             |
| Finale                     | 2             | Steven van Acker  | 10:2          | 9:4           | 174           | 230           | 0,756         | 1,363         | 6             |
| Halb- finale               | 3             | Javier Palazón    | 8:2           | 8:2           | 144           | 154           | 0,935         | 1,200         | 7             |
| Halb- finale               | 3             | Thierry Amar      | 6:4           | 6:5           | 127           | 177           | 0,717         | 0,930         | 7             |
| Viertel- finale            | 5             | Jeffrey Jorissen  | 4:4           | 6:4           | 134           | 199           | 0,670         | 0,731         | 5             |
| Viertel- finale            | 6             | Léo Dubernet      | 4:4           | 6:5           | 116           | 181           | 0,640         | 0,857         | 7             |
| Viertel- finale            | 7             | Thomas Knudsen    | 4:4           | 5:5           | 128           | 209           | 0,612         | 0,972         | 6             |
| Viertel- finale            | 8             | Antonio Ortiz     | 4:4           | 5:6           | 137           | 166           | 0,825         | 0,822         | 5             |
| Gruppen- phase             | 9             | Kostas Antonatos  | 4             | 5:4           | 109           | 161           | 0,677         | 0,945         | 6             |
| Gruppen- phase             | 10            | Marcel Decker     | 4             | 4:4           | 100           | 199           | 0,502         | 0,534         | 5             |
| Gruppen- phase             | 11            | Bahadir Gürün     | 2             | 2:4           | 61            | 112           | 0,544         | 0,714         | 6             |
| Gruppen- phase             | 12            | Alain Houlman     | 2             | 2:4           | 65            | 131           | 0,496         | 0,625         | 4             |
| Gruppen- phase             | 13            | Dimitris Veves    | 2             | 2:5           | 69            | 158           | 0,436         | 0,426         | 4             |
| Gruppen- phase             | 14            | Mehmet Hosein     | 0             | 2:6           | 82            | 154           | 0,532         | -             | 5             |
| Gruppen- phase             | 15            | Kevin Adams       | 0             | 1:6           | 81            | 163           | 0,496         | -             | 3             |
| Gruppen- phase             | 16            | Bernd Prosser     | 0             | 0:6           | 20            | 121           | 0,165         | -             | 2             |
| Turnierdurchschnitt: 0,636 |               |                   |               |               |               |               |               |               |               |